# 26. august
26. august er dag 238 i året i den gregorianske kalender (dag 239 i skudår). Der er 127 dage tilbage af året.

### Begivenheder
Født - Dødsfald
- 55 f.Kr. - Julius Cæsar går i land i England med sine romerske legionærer for at demonstrere Romerrigets magt over de keltiske stammer.
- 1346 - For første gang i Europa bruges kanoner i en krig. Det sker af englænderne under Edvard 3. i slaget ved Crécy under hundredårskrigen.
- 1789 - Den franske nationalforsamling vedtager Erklæringen om menneskets og borgerens rettigheder.
- 1883 - Vulkanudbruddet på den indonesiske ø Krakatau kulminerer med et kæmpe eksplosion, der koster mere end 36.000 mennesker livet.
- 1914 - Under kampe ved slaget ved Tannenberg vinder de tyske tropper en sejr over russiske styrker.
- 1920 - Ved den 19. tilføjelse til USA's forfatning sikres kvinders stemmeret.
- 1968 - Margrethe-spiret på Roskilde Domkirke brænder under et restaureringsarbejde.
- 1972 - I München åbnes de 20. moderne olympiske lege.
- 1999 - Rusland indleder 2. Tjetjenske krig som følge af Den Islamiske Internationale Brigades invasion af Dagestan.

### Født
- 1740 - Joseph Montgolfier, fransk opfinder (død 1810).
- 1833 - Christian V. Nielsen, dansk arkitekt (død 1910).
- 1873 - Anton Berntsen, dansk forfatter (død 1953).
- 1904 - Christopher Isherwood, engelsk-amerikansk forfatter (død 1986).
- 1910 - Mother Teresa, albansk missionær og helgen (død 1997).
- 1913 - Boris Pahor, italiensk romanforfatter (død 2022).
- 1920 - Prem Tinsulanonda, thailandsk politiker (død 2019).
- 1932 - Jess Ørnsbo, dansk digter (død 2019).
- 1936 - Herdis Møllehave, dansk socialrådgiver og forfatter (død 2001).
- 1940 - Finn Hjernøe, grafisk designer.
- 1943 - Torben Krogh, dansk journalist, chefredaktør og forfatter (død 2007).
- 1948 - Kent Kirk, dansk fisker, politiker og tidligere minister.
- 1952 - Michael Jeter, amerikansk skuespiller (død 2003).
- 1960 - Steen Stig Lommer, dansk skuespiller og teaterchef.
- 1969 - Karen Ellemann, dansk minister.
- 1969 - Lars Ranthe, dansk skuespiller.
- 1980 - Chris Pine, amerikansk skuespiller.
- 1980 - Macaulay Culkin, amerikansk skuespiller.

### Dødsfald
- 1850 - Ludvig-Filip, fransk konge (født 1773).
- 1958 - Ralph Vaughan Williams, engelsk komponist (født 1872).
- 1974 - Charles Lindbergh, amerikansk flypioner (født 1902).
- 1975 - Johannes Kjærbøl, dansk politiker og minister (født 1885).
- 1980 - Tex Avery, amerikansk tegneserietegner (født 1908).
- 1988 - Lizzie Corfixen, dansk skuespiller (født 1944).
- 1990 - Johannes Hofmeister, dansk maler (født 1914).
- 2009 - Ellie Greenwich, amerikansk sangskriver (født 1940).
- 2009 - Edward Kennedy, amerikansk senator fra Massachusetts (født 1932).
- 2010 - Jørgen Jacobsen, dansk fodboldspiller (født 1933).

|  | Denne datoartikel kan blive bedre, hvis der indsættes et (bedre) billede Du kan hjælpe ved at afsøge Wikimedia Commons for et passende billede eller uploade et godt billede til Wikimedia Commons iht. de tilladte licenser og indsætte det i artiklen. |